# Alain Choquet
Pour les articles homonymes, voir Choquet.
 (octobre 2019).
Si vous disposez d'ouvrages ou d'articles de référence ou si vous connaissez des sites web de qualité traitant du thème abordé ici, merci de compléter l'article en donnant les références utiles à sa vérifiabilité et en les liant à la section « Notes et références ».
Alain Choquet, né le 25 mars 1945, est un acteur français.
Il est surtout connu pour son rôle d'Armand Benedetto, l'oncle de Bruno Basini, dans la série Plus belle la vie de fin 2008 à début 2009, diffusée sur France 3. En outre, il a tenu des rôles d'importance diverse dans une cinquantaine de téléfilms et séries télévisées. 
Il a interprété des rôles principaux dans une quarantaine de pièces de théâtre et notamment Georges dans Qui a peur de Virginia Woolf d'Edward Albee.

## Biographie
Alain Choquet a appris le théâtre au Conservatoire Claude Debussy de Saint-Germain-en-Laye.

## Filmographie

### Cinéma
| Année | Œuvre                                   | Personnage        |
| ----- | --------------------------------------- | ----------------- |
| 1978  | Le temps des as                         | Beaumont          |
| 1980  | Histoires étranges : La loupe du diable | Argan             |
| 1985  | La flambeuse                            | Joueur de Poker   |
| 1985  | L'affaire Caillaux                      | Le sous-préfet    |
| 1986  | Rendez-vous manqués                     | Le sosie          |
| 1992  | Comme une bête                          | Numismate         |
| 1995  | Le bonheur est dans le pré              | Le médecin        |
| 1996  | Les Sœurs Soleil                        | Un médecin        |
| 2000  | Meilleur Espoir féminin                 | Le patron du club |
| 2005  | Mon meilleur ami                        | Le patron TV      |

### Télévision

#### Téléfilm
| année | œuvre                              | personnage                     | réalisateur      |
| 1978  | Le Franc-tireur                    | Psychologue                    | Maurice Failevic |
| 1978  | Le Dernier Train                   | L'avocat                       | Jacques Krier    |
| 1994  | Le Dernier été                     | Un Politique                   | Claude Goretta   |
| 1996  | Les Alsaciens ou les Deux Mathilde | Le commissaire du gouvernement | Michel Favart    |
| 1997  | Dans la gueule du loup             | Un politique                   | Didier Grousset  |
| 1998  | Drôles de clowns                   | Patron de bistrot              | Thierry Binisti  |
| 2002  | Mère, fille : mode d'emploi        | M. Mahler                      | Thierry Binisti  |
| 2007  | Le procès de Bobigny               | Avocat                         | François Luciani |
| 2008  | Paris, enquêtes criminelles        |                                |                  |
| 2008  | La chasse à l'homme                | Directeur de la P.J            | Arnaud Selignac  |

#### Série télévisée
| Année     | Œuvre                             | Personnage               | Réalisateur       |
| --------- | --------------------------------- | ------------------------ | ----------------- |
| 1993      | Le château des oliviers           | Un ministre              | Nicolas Gessner   |
| 1994      | Une famille formidable            | Un proviseur             | Joël Santoni      |
| 1996      | Les allumettes suédoises          |                          | Jacques Ertaud    |
| 1997      | Crime sans témoin                 | Capitaine de gendarmerie | Thierry Binisti   |
| 1997      | PJ                                | Un cardiologue           | Frédéric Krivine  |
| 2000      | Vérité oblige : la loi du silence |                          | Jacques Malaterre |
| 2008-2009 | Plus belle la vie                 | Armand Benedetto         | Hubert Besson     |

## Théâtre
- 1974 : Monsieur Gnaka, de Guy Foissy, mise en scène d'Alain Choquet
- 1980 - 1981 : La Strada, d'après Federico Fellini, mise en scène Geneviève de Kermadon, Paris, Lyon + tournée en Italie : Zampano
- 1983 : La Papesse de Odile Ehret, mise en scène Eva Lewinson, Théâtre de la Tempête : Crob, Flavius
- 1985 : La galerie du Palais de Pierre Corneille, mise en scène de Eva Lewinson, festival d'Avignon et Théâtre de la cartoucherie
- 1986 : Partage de midi de Paul Claudel, mise en scène Andonis Vouyoucas, Théâtre des Mathurins : Amalric
- 1987 : Un rêve excellent, de Jean-Michel Guillery, mise en scène de Michèle Venard : Gol
- 1988 - 1994 - 1997 : En attendant Godot de Samuel Beckett mise en scène de Andonis Vouyoucas, Théâtre Gyptis + tournées : Pozzo
- 1992 : Un cas intéressant, de Dino Buzzati, mise en scène de Jean-Louis Bihoreau : Giovanni Corte
- 1995 : Créanciers, d'August Strindberg, mise en scène de Andonis Vouyoucas : Gustave
- 1997 : Cyrano de Bergerac d'Edmond Rostand, mise en scène Pino Micol, Théâtre Déjazet + tournées : Ragueneau
- 1998 : Douce de Fiodor Dostoïevski, mise en scène de Micheline Welter, théâtre des Bernardines : l'homme
- 1999 : La vie est un Songe, de Pedro Calderón de la Barca, mise en scène Andonis Vouyoucas, Théatre Gyptis Marseille : le roi Basyle
- 2000 : Qui a peur de Virginia Woolf ? d'Edward Albee, theâtre Gyptis et tournée et festival Albee à Winnipeg au Canada : George
- 2001 : Britannicus de Jean Racine, mise en scène de Françoise Chatôt, théâtre Gyptis : Burrhus
- 1994 - 2007 : L'Échange de Paul Claudel, mise en scène de Françoise Chatôt : Thomas Pollock Nageoire

## Doublage

### Cinéma
Films
- Gregory Itzin dans :
  - 7 jours et une vie (2002) : Dennis
  - Les Marches du pouvoir (2011) : Jack Stearns

- 1995 : Star Trek : Générations : Dr Tolian Soran (Malcolm McDowell)
- 2016 : Seul dans Berlin : Otto Quangel (Brendan Gleeson)

Création de voix : 
- 2017 : Zombillénium : Francis Von Bloodt, le directeur de Zombillénium

### Télévision

#### Séries télévisées
- Un, dos, tres : Román Fernandez (Mario Martín)
- Hartley, cœurs à vif : Alan Carson (John Gregg)
- Star Trek : La Nouvelle Génération : Capitaine Jean-Luc Picard (Patrick Stewart)
- Arrested Development : George Bluth Senior, le père (Jeffrey Tambor)
- Fringe : David Robert Jones (Jared Harris)
- Justified : Art Mullen (Nick Searcy)
- Inspecteur George Gently : George Gently (Martin Shaw)
- Heroes : Arthur Petrelli (Robert Forster)
- Robin des Bois : Le shérif de Nottingham (Keith Allen)

#### Séries d'animation
- Ren et Stimpy : Ren
- Foot 2 rue : Roger Maroni
- Gungrave : Bear Walken
- Sonic le Rebelle : Barnabé

### Jeux vidéo
- 2000 : Tomb Raider : Sur les traces de Lara Croft : Werner Von Croy
- 2007 : Mass Effect : David Anderson
- 2009 : Dragon Age: Origins : Varathorn
- 2009 : Risen : Karakos
- 2010 : Mass Effect 2 : David Anderson
- 2012 : Mass Effect 3 : David Anderson